# Aeroportul Londra Biggin Hill
Aeroportul Londra Biggin Hill (în engleză London Biggin Hill Airport) (IATA: BQH, ICAO: EGKB) este un aeroport din Bromley, Londra Mare, Londra⁠(d), Anglia, Regatul Unit ce deservește zona Londra. Aeroportul a fost tranzitat în 2022 de 4.002 pasageri. A fost deschis în 1917 și numit după Biggin Hill⁠(d).
Situat la o altitudine de 183 m, aeroportul dispune de 1 pistă.

## Infrastructură

### Piste
Aeroportul dispune de o singură pistă. Pista 03/21 are suprafața de Macadam și dimensiunile 1.820 m × 45 m. 

### Terminale
Aerogara are în componență 1 terminal, RAF Memorial Chapel⁠(d). 